# Laurie Holden
Sinh ra tại Los Angeles, California, Laurie Holden là con gái của các diễn viên Larry Holden và Adrienne Ellis.
Khi bảy tuổi, Laurie Holden tham gia vào một vai phụ trong The Martian's Chronicles #1980#, một phim do cha cô, Michael Anderson.
Cô học tại The Theatre School tại UCLA University, Los Angeles, nơi mà cô đã tốt nghiệp cử nhân Bachelor of Fine Arts vào năm 1993. Vào năm 1995, Laurie đóng vai khách mời trong Due South.
Cô bắt đầu sự nghiệp của mình trong nhà hát, và trở nên nổi tiếng toàn thế giới với vai diễn Đặc vụ Marita Covarrubias trong series phim truyền hình Mỹ The X-Files (1996-2002).
Năm 2001, Holden đồng diễn với Jim Carrey trong bộ phim The Majestic. Sự diễn xuất của cô được sự khen ngợi của giới phê bình phim.
Năm 2006 và 2007, Laurie xuất hiện trong hai bộ phim: Silent Hill (2006) và Stephen King's The Mist (2007).
Năm 2010, cô xuất hiện với vai Andrea trong bộ phim truyền hình Walking Dead (dựa theo tiểu thuyết cùng tên) và được đề cử giải Saturn Award.

## Phim sử
- The Martian's Chronicles (1980)
- Separate Vacations (1986)
- Physical Evidence (1989)
- Young Catherine (1991) (TV)
- Family Passions (1993) (series)
- Destiny Ridge (1993) (series)
- TekWar-TekLab (1994) (TV)
- Expect, No Mercy (1995)
- Past Perfect (1996)
- The Pathfinder (1996) (TV)
- The X-Files (1996-2002) (series)
- Echo (1997) (TV)
- The Alibi (1997) (TV)
- Dead Man's Guns (1997) (TV)
- The Magnificent Seven (1998-2000) (series)
- The Man Who Used To Be Me (2000) (TV)
- The Majestic (2001)
- Meet Market (2004)
- Bailey's Billion$ (2005)
- Fantastic Four (2005)
- Silent Hill (2006)
- The Mist (2007)
- The Shield (2008) (series)
- The Walking Dead (2010-2013) (series)
- Dumb and Dumber To (2014)
- Honeytrap (2014)
- Major Crimes (2014-2015) (series)
- Chicago Fire (2015) (series)
- Chicago Med (2015) (series)
- Dumb and Dumber To (2015)